# Villa Convento
Villa Convento is een plaats (frazione) in de Italiaanse gemeente Novoli.